# Albert De Hert
Albert Lodewijk De Hert (ur. 18 listopada 1921 w Antwerpii, zm. 8 lipca 2013 tamże) – belgijski piłkarz grający na pozycji napastnika. Był reprezentantem Belgii.

## Kariera klubowa
Przez całą swoją karierę piłkarską De Hert był związany z klubem Berchem Sport. Zadebiutował w nim w sezonie 1943/1944 w pierwszej lidze belgijskiej. W sezonach 1948/1949, 1949/1950 i 1950/1951 wywalczył z nim trzy z rzędu wicemistrzostwa Belgii. W sezonie 1950/1951 był też królem strzelców ligi z 27 golami na koncie. W 1955 roku zakończył karierę piłkarską.

## Kariera reprezentacyjna
W reprezentacji Belgii De Hert zadebiutował 2 stycznia 1949 w zremisowanym 1:1 towarzyskim meczu z Hiszpanią, rozegranym w Barcelonie. Od 1949 do 1950 roku rozegrał 10 meczów w kadrze narodowej i strzelił 3 gole.